# Sveti Josip
Sveti Josip is een plaats in de gemeente Bednja in de Kroatische provincie Varaždin. De plaats telt 5 inwoners (2001).